# 徐惠彬
徐惠彬（1959年7月6日—），吉林大安人，中国金属材料专家。1982年毕业于阜新矿业学院，1987年取得德国克劳斯塔尔工业大学硕士学位，1992年取得柏林工业大学工学博士学位。历任北京航空航天大学材料科学与工程系系主任、材料科学与工程学院院长、副校长、常务副校长。2011年当选中国工程院院士。2015年3月至2022年9月期间担任北京航空航天大学校长。2018年1月，当选第十三届全国政协委员。